# Portal Tomb von Knockavally

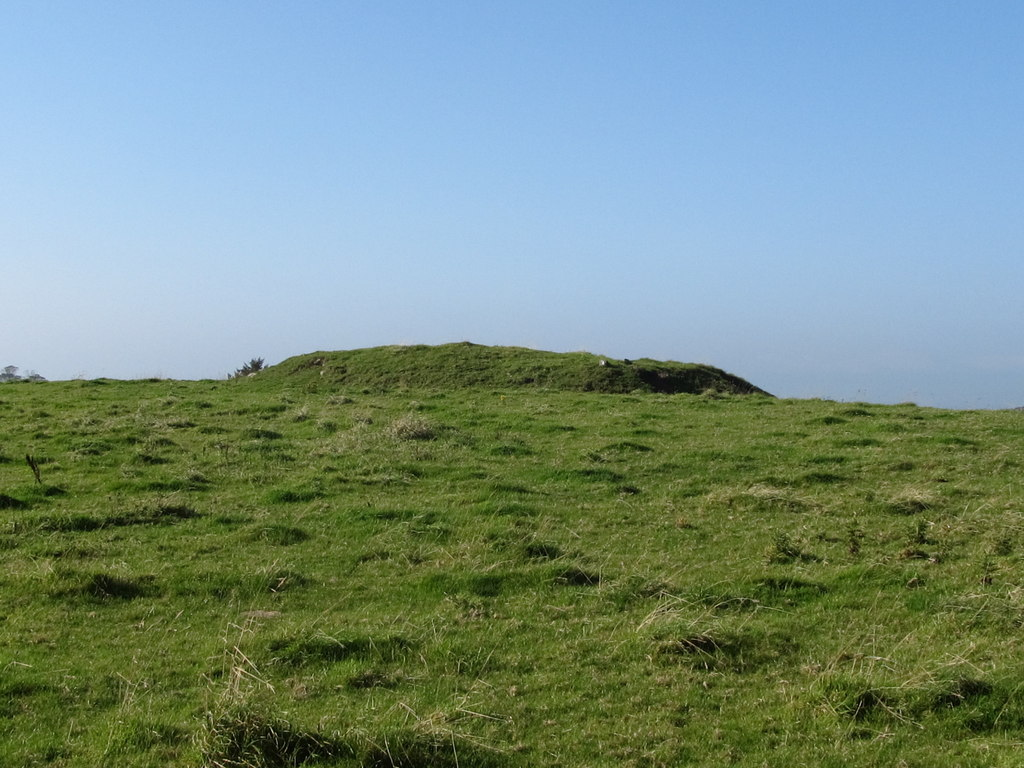
Knockavally Mound

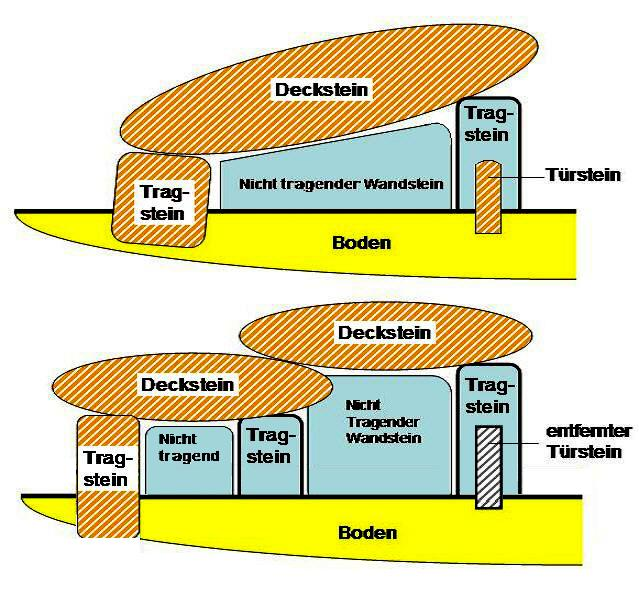
Schema irischer Portal Tombarten

Das Portal Tomb von Knockavally (irisch  Cnoc an Bhaile ) liegt küstennah auf der Eyrephort-Halbinsel, nordwestlich von Clifden in Connemara im County Galway in Irland. Als Portal Tombs werden in Irland und Großbritannien Megalithanlagen bezeichnet, bei denen zwei gleich hohe, aufrecht stehende Steine mit einem Türstein dazwischen, die Vorderseite einer Kammer bilden, die mit einem zum Teil gewaltigen Deckstein bedeckt ist.
Ungewöhnlich für ein Portal Tomb liegt die große, aber stark gestörte Megalithanlage neben einem niedrigen Felsvorsprung, auf dem Kamm etwa 75,0 m über dem Meeresspiegel. Die Struktur befindet sich auf einem runden Erdhügel oder Cairn von etwa 10,0 m Durchmesser.
Erhalten sind nur noch drei Steine, die vermutlich ein Portalstein, ein 2,3 m langer Wandstein und der Endstein sind, die aneinander  lehnen. Die Steine des Nordwest-Südost orientierten Portal Tombs sind alle etwa 1,6 m hoch. 
Weiter westlich, am Ende der Halbinsel liegt das gestörte Wedge Tomb von Eyrephort.